# Тригидридобис(циклопентадиенил)ниобий
Тригидридобис(циклопентадиенил)ниобий — гидрид металлоорганического
сэндвичевого комплексного соединения
ниобия и циклопентадиена
с формулой Nb(C5H5)2H3,
белые кристаллы.

## Получение
- Восстановление тетрагидридоалюминатом лития с последующим гидролизом Дихлоробис(циклопентадиенил)ниобия:

{\displaystyle {\mathsf {Nb(C_{5}H_{5})_{2}Cl_{2}\ {\xrightarrow[{-LiCl}]{Li[AlH_{4}]}}\ Nb(AlH_{4})(C_{5}H_{5})_{2}\ {\xrightarrow[{-Al(OH)_{3}}]{H_{2}O}}\ Nb(C_{5}H_{5})_{2}H_{3}}}}

## Физические свойства
Тригидридобис(циклопентадиенил)ниобий образует белые кристаллы, которые при контакте с кислородом воздуха приобретают фиолетовый цвет.
Неустойчив на свету и на воздухе. Хранят при -35°С в отсутствие кислорода и воды.
Растворяется в бензоле, не растворяется в тетрагидрофуране.

## Химические свойства
- Бензольный раствор легко поглощает монооксид углерода:

{\displaystyle {\mathsf {Nb(C_{5}H_{5})_{2}H_{3}+CO\ {\xrightarrow {}}\ Nb(CO)(C_{5}H_{5})_{2}H+H_{2}}}}